# Кампанія на Чорному морі (1941—1944)
Кампанія на Чорному морі (1941—1944) — військово-морська кампанія Другої світової війни, протистояння радянського РСЧФ та військово-морських сил Румунії та Третього Рейху за комунікації і панування в акваторії Чорного моря, а також на підтримку дій сухопутних військ сторін. Чорноморський театр охоплював усі морські бойові та десантні операції, що відбувалися в басейні Чорного та Азовського морів у період з червня 1941 року до серпня 1944 року. На цьому театрі активно діяли військово-морські, повітряні сили та сухопутні війська держав Осі (зокрема, Німеччини, Румунії та Італії за підтримки невеликих контингентів з Болгарії та Незалежної Держави Хорватії) з одного боку та Радянського Союзу з іншого протистояли один одному як частина ширшого Східного фронту Другої світової війни.
Кампанія на Чорному морі почалася 22 червня 1941 року з вторгненням німецького вермахту в Радянській Союз за планом операції «Барбаросса». Сили Осі в Чорному морі складалися з румунських і болгарських військово-морських сил, а також німецьких та італійських підрозділів, перекинутих у цей район залізницею і внутрішніми водними комунікаціями. Хоча Радянський Союз домінував завдяки своєму Чорноморському флоту, більш численному і оснащеному капітальними кораблями, на противагу невеликому румунському флоту і нечисленним німецьким та італійським легким флотським силам, спрямованим на театр воєнних дій, це було фактично зведено нанівець перевагою німецьких Люфтваффе у повітрі, і більшість потоплених радянських кораблів були знищені саме внаслідок бомбардування з повітря.
З початку воєнних дій становище радянського флоту у причорноморських регіонах доволі швидко стало критичним, насамперед через втрату головних військово-морських баз флоту після німецького завоювання України. Перша фаза повітряно-морських боїв була зосереджена на облозі Одеси, незабаром на битві за Севастополь, де радянські війська намагалися поповнити запаси під постійними атаками авіації та легких частин Осі, доки місто й важлива військово-морська база не була остаточно захоплена в липні 1942 року.
Після цієї битви акцент бойових дій перемістився на східне узбережжя Чорноморського басейну: спочатку німецькі, а потім радянські десанти здійснювали висадки в районі Таманського півострова; радянські військово-морські підрозділи продовжували діяти у все більш небезпечних умовах, поки наприкінці 1943 року в результаті масштабних наступальних операцій Червоної армії частини Вермахту не були відкинуті назад. Військово-морські операції на Чорному морі припинилися у вересні 1944 року з виходом Румунії та Болгарії з конфлікту.
Основні радянські суднобудівні заводи були розташовані в Україні (Миколаїв) і на Кримському півострові, який тоді був частиною Російської Радянської Федеративної Соціалістичної Республіки, в Севастополі. Перший був окупований у 1941 році, але хоча останній не був окупований до липня 1942 року, решта Криму також була окупована у 1941 році, що зробило суднобудівні заводи практично непридатними для використання. Багато недобудованих кораблів, що були на плаву, були евакуйовані до портів Грузії, які стали основними базами для вцілілого Чорноморського флоту. Однак ці порти, такі як Поті, мали дуже обмежені ремонтні можливості, що значно знизило оперативну спроможність радянського флоту.

## Склад сторін на початок кампанії

### Склад Чорноморського флоту СРСР
| Тип (клас) кораблів               | Кількість | Прим.                                                                                      |
| --------------------------------- | --------- | ------------------------------------------------------------------------------------------ |
| Лінійний корабель                 | 1         | «Паризька комуна»                                                                          |
| Крейсери                          | 6         | «Молотов», «Ворошилов», «Червона Україна», «Червоний Крим», «Червоний Кавказ», «Комінтерн» |
| Лідери есмінців                   | 3         | «Харків», «Москва», «Ташкент»                                                              |
| Есмінці (сучасні)                 | 11        | 6 типу 7, 5 типу 7-У,                                                                      |
| Есмінці (старі)                   | 5         | 4 типу «Фідонісі», 1 типу «Дерзкий»                                                        |
| Багатоцільові малі бойові кораблі | 15        | 2 типу «Ураган» і 13 типу «Фугас»                                                          |
| Підводні човни                    | 44        |                                                                                            |
| Торпедні катери                   | 84        |                                                                                            |

### Склад флотів Осі

#### Королівський флот Румунії
| Тип (клас) кораблів           | Кількість     | Прим.                                                        |
| ----------------------------- | ------------- | ------------------------------------------------------------ |
| Есмінці                       | 4             | «Мерешті», «Марасешті», «Регеле Фердінанд», «Реджіна Маріа»  |
| Міноносці                     | 4             | «Сборул», «Вісколул», «Віфорул», «Віджелія»                  |
| Мінні загороджувачі           | 2             | «Регеле Кароль I», «Амірал Мурджеску»                        |
| Плавуча база підводних човнів | 1             | «Констанца»                                                  |
| Канонерські човни             | 3             | «Сублокотент Гікулеску», «Євген Стіхі», «Капітан Думітреску» |
| Навчальний корабель           | 1             | «Мірча»                                                      |
| Підводні човни                | 3 (пізніше 8) | «Дельфінул», «Речінул», «Марсуінул»                          |